# Lijst van grietmannen van Wonseradeel
Dit is een lijst van grietmannen van de voormalige Nederlandse grietenij Wonseradeel (Wunseradiel) in de provincie Friesland tot de invoering van de gemeentewet in 1851.
| Ambtsperiode  | Naam grietman                                                              | Leven     | Bijzonderheden                                                                               |
| ------------- | -------------------------------------------------------------------------- | --------- | -------------------------------------------------------------------------------------------- |
| 1420          | Hanck Onminga en Eleka Gast                                                |           |                                                                                              |
| 1426          | Pijba to da Fliete en Doija Abingha                                        |           |                                                                                              |
| 1456          | Epo van Aylva en Hancke Jellezoon                                          |           |                                                                                              |
| 1477          | Peter van Aylva                                                            |           |                                                                                              |
| 1481          | Here Hobbeszen                                                             |           |                                                                                              |
| 1481          | Hero van Ockinga                                                           |           |                                                                                              |
| 1485          | Douwe Rummerda                                                             |           |                                                                                              |
| 1487          | Sicke van Sjaerda                                                          |           |                                                                                              |
| 1488          | Douwe van Aylva                                                            |           |                                                                                              |
| 1488          | Wijkia                                                                     |           |                                                                                              |
| 1489          | Epo van Aylva                                                              |           |                                                                                              |
| 1494          | Tjerk van Walta                                                            |           |                                                                                              |
| 1504          | Goslick van Jongema                                                        |           |                                                                                              |
| 1511          | Douwe van Burmania                                                         |           |                                                                                              |
| 1519          | Tjerk van Walta                                                            |           | Zelfde als voorgaande.                                                                       |
| 1533          | Epo van Aylva                                                              |           |                                                                                              |
| 1535          | Tjaard van Aylva                                                           |           |                                                                                              |
| 1542          | Joan van Herema                                                            |           | Zoon van Tjerk van Walta.                                                                    |
| 1560          | Goslick van Herema                                                         |           | Zoon van voorganger.                                                                         |
| 1575          | Reinier Fritema                                                            |           |                                                                                              |
| 1577          | Goslick van Herema                                                         |           | Zelfde als voorgaande. Deed vrijwillig afstand van het ambt.                                 |
| 1580 - 1583   | Jancke van Osinga                                                          | †1583     |                                                                                              |
| 1583 - 1589   | Seerp van Osinga                                                           | †1589     | Zoon van voorganger. Zwager van Johan van Hottinga, grietman van Barradeel.                  |
| 1589 - 1624   | Sybren van Osinga                                                          | 1564-1623 |                                                                                              |
| 1624 - 1647   | Tjaard van Aylva                                                           | †1647     | Kleinzoon van de vorige Tjaard van Aylva                                                     |
| 1647 - 1652   | Ulbo van Aylva                                                             | 1617-1652 | Hiervoor grietman van Baarderadeel.                                                          |
| 1652 - 1664   | Taco van Cammingha                                                         | †1668     | Schoonvader van Ernst Sicco van Aylva, grietman van Westdongeradeel.                         |
| 1664 - 1673   | Upco van Burmania                                                          |           |                                                                                              |
| 1673 - 1701   | Tjaard van Aylva                                                           |           |                                                                                              |
| 1701 - 1747   | Cornelis van Aylva                                                         | 1684-1745 | Schoonzoon van Wilco Holdinga thoe Schwartzenberg en Hohenlandsberg, grietman van Barradeel. |
| 1747 - 1758   | Tjaard van Aylva                                                           | 1712-1757 | Zoon van voorganger. Hiervoor grietman van Baarderadeel.                                     |
| 1758 - 1788   | Wilco baron thoe Schwartzenberg en Hohenlansberg                           | 1738-1788 | Zoon van Michael Onuphrius thoe Schwartzenberg en Hohenlansberg, grietman van Dantumadeel.   |
| 1788 ? - 1795 | Wilco Holdinga Tjalling Camstra baron thoe Schwartzenberg en Hohenlansberg | 1738-1803 | Neef van zijn voorganger                                                                     |
| 1795 - 1816   |                                                                            |           | Geen grietman vanwege de Franse tijd                                                         |
| 1816 - 1832   | Johan Sicco Tjalling Camstra baron thoe Schwartzenberg en Hohenlansberg    | 1769-1829 | Zoon van Wilco Holdinga Tjalling Camstra baron thoe Schwartzenberg en Hohenlansberg.         |
| 1832 - 1835   | Michael Onupherius baron thoe Schwartzenberg en Hohenlansberg              | 1776-1863 | Broer van zijn voorganger                                                                    |
| 1835 - 1836   | jhr.mr. Wicher van Swinderen                                               | 1802-1836 | Schoonzoon van Johan Sicco Tjalling Camstra baron thoe Schwartzenberg en Hohenlansberg.      |
| 1836 - 1850   | Christoffel Binkes                                                         | 1791-1868 | Eerste secretaris/ontvanger van Wonseradeel.                                                 |
| 1850 - 1851   | mr. Tjepke Mulier                                                          | 1815-1883 | Aansluitend de eerste burgemeester van Wonseradeel                                           |